# تامین مالی جمعی
تأمین مالی جمعی (به انگلیسی: Crowdfunding) جمع‌آوری سرمایه‌های خرد برای حمایت از ایده‌های خلاق و فراهم کردن بودجه موردنظر آنها از طریق ابزارهای اینترنتی که در این روش جمعی از افراد با سرمایه‌های خرد و کلان به حمایت از ایده‌های خلاقانه می‌پردازند و سرمایه مورد نیاز آنها را تأمین می‌کنند.
تأمین مالی جمعی برای اهداف متنوعی نظیر خیریه تا ساخت فیلم‌های سینمایی، و حمایت برای توسعه و راه اندازی کسب و کارهای کوچک کاربرد دارد.
انواع تأمین مالی جمعی
1. تأمین مالی مبتنی بر پاداش: در این روش صاحبان ایده‌های خلاق در قبال کمک‌های مالی و سرمایه‌گذاری روی ایده‌هایشان، هدیه‌ای به مشارکت کنندگان می‌دهند این هدیه می‌تواند از محصولات تولید شده توسط صاحبان ایده بوده یا حتی یک تشکر معمولی.
2. تأمین مالی مبتنی بر واگذاری سهام: در این روش صاحبان ایده‌های خلاق درصدی از سهام ایده یا کسب و کار خود را به مشارکت کنندگان و سرمایه‌گذاران در قبال تامین بودجه مورد نظر آن‌ها واگذار می‌کنند.
3. تأمین مالی مبتنی بر اهدا: تفاوت زیادی با همان گل‌ریزان خودمان ندارد. معمولاً این نوع تأمین مالی در مؤسسات خیریه و غیرانتفاعی انجام می‌شود و کسانی که سرمایه اهدا می‌کنند، این کار را فقط و فقط با چشم‌داشت اجتماعی انجام می‌دهد.
4. تأمین مالی مبتنی بر قرض (وام): تعدادی از افراد (هر کس به قدر توان خود)، بخشی از سرمایه مد نظرتان را به شما وام می‌دهند. این نوع وام‌ها به ۲ صورت کوتاه‌مدت و بلندمدت اعطا می‌شوند.

## تامین مالی جمعی در ایران
تامین مالی جمعی در ایران تحت نظارت سازمان فرابورس و با ارائه گواهی شراکت به سرمایه‌گذاران در انتهای دوره جمع‌آوری وجوه انجام می‌شود. گواهی شراکت یکی از جدیدترین انواع اوراق بهادار رسمی کشور محسوب می‌شود. تا کنون  چهل و پنج سکوی مجوز فعالیت خود را از این سازمان اخذ کرده‌اند  بایگانی‌شده  در ۷ اکتبر ۲۰۲۱ توسط Wayback Machine. گلرنگ کراد به عنوان سکوی تامین مالی جمعی گروه صنعتی گلرنگ، مجوز فعالیت خود را در پاییز 1403 از سازمان فرابورس دریافت کرد.
1. گلرنگ کراد (Golrang crowd)
2. نوین کراد (http://NovinCrowd.ir)
3. پولسار  (www.Pulsar.ir)
4. هم آفرین (www.hamafarin.ir)
5. دونگی
6. کارن کراد
7. پارس فاندینگ (غیرفعال)
8. ققنوس
9. آی بی کراد
10. حلال فاند
11. رضوی
12. زرین کراود
13. رایان
14. استارتامین
15. اینوستوران
16. تامین سرمایه امین
17. هم آشنا
18. آیفاند
19. زیما
20. کاریزما کراود
21. هم آشنا
22. مسکن پلاس

و...
(باتوجه به تغییرات لیست سکوهای دارای مجوز از سمت سازمان فرابورس ایران پیشنهاد میشود برای دسترسی بهتر به لیست سکوهای فعال،معتبر و مورد تأیید فرابورس به سایت مرجع مراجعه کنید.)